# زيت البريلة
زيت البريلة أو  البيرلا 
زيت نباتي صالح للأكل يستخلص من بذور البريلة 

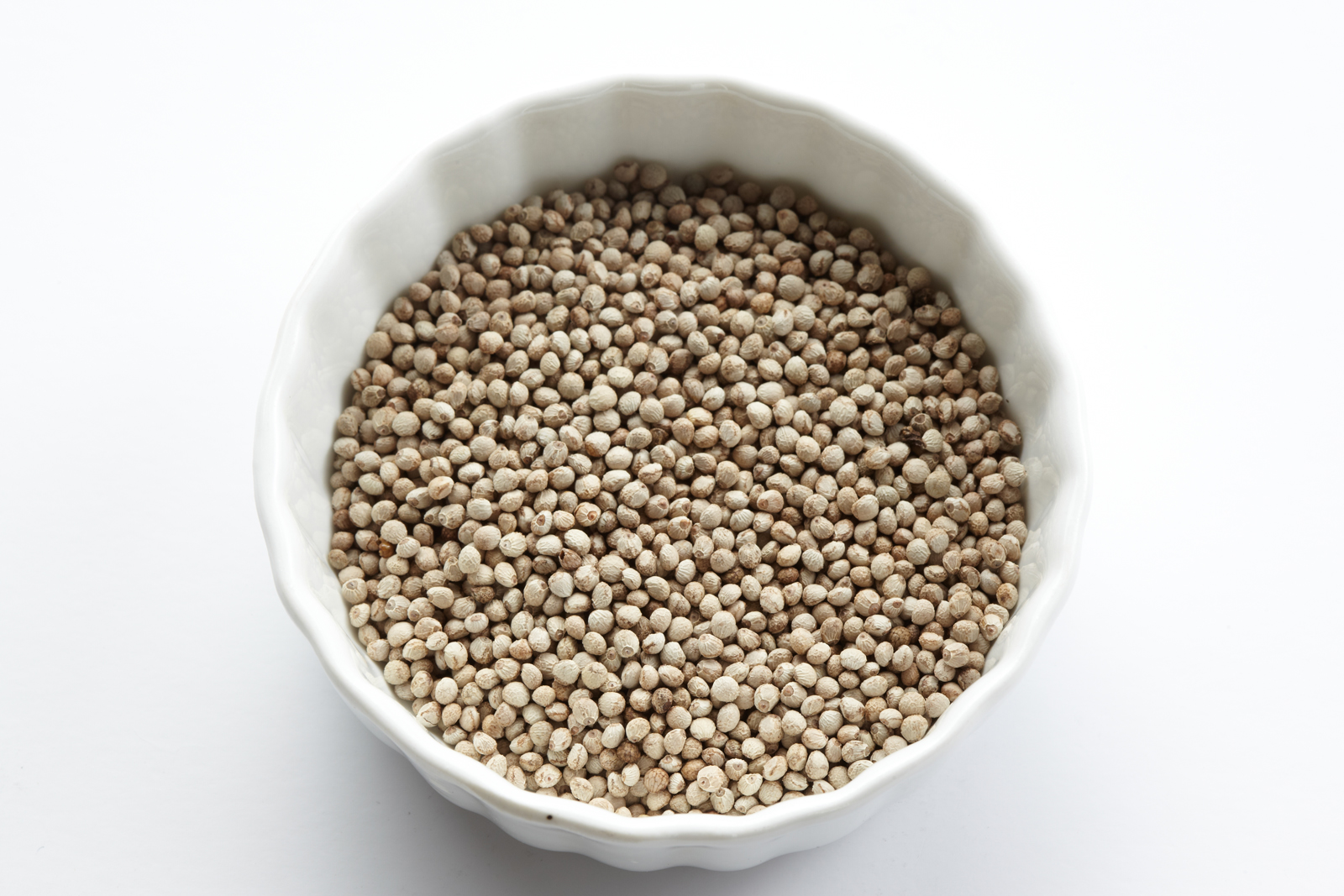
بريلة بذور

يستخدم في المطبخ الكوري

## الاستخدامات الطبية
أشارت بعض الدراسات إلى امكانية امتلاكه تأثير وقائي من الربو التحسسي وتأثيرا خافض لشحوم الدم من النمط بروتين دهني منخفض الكثافة